# 臺灣港務股份有限公司臺中港務分公司

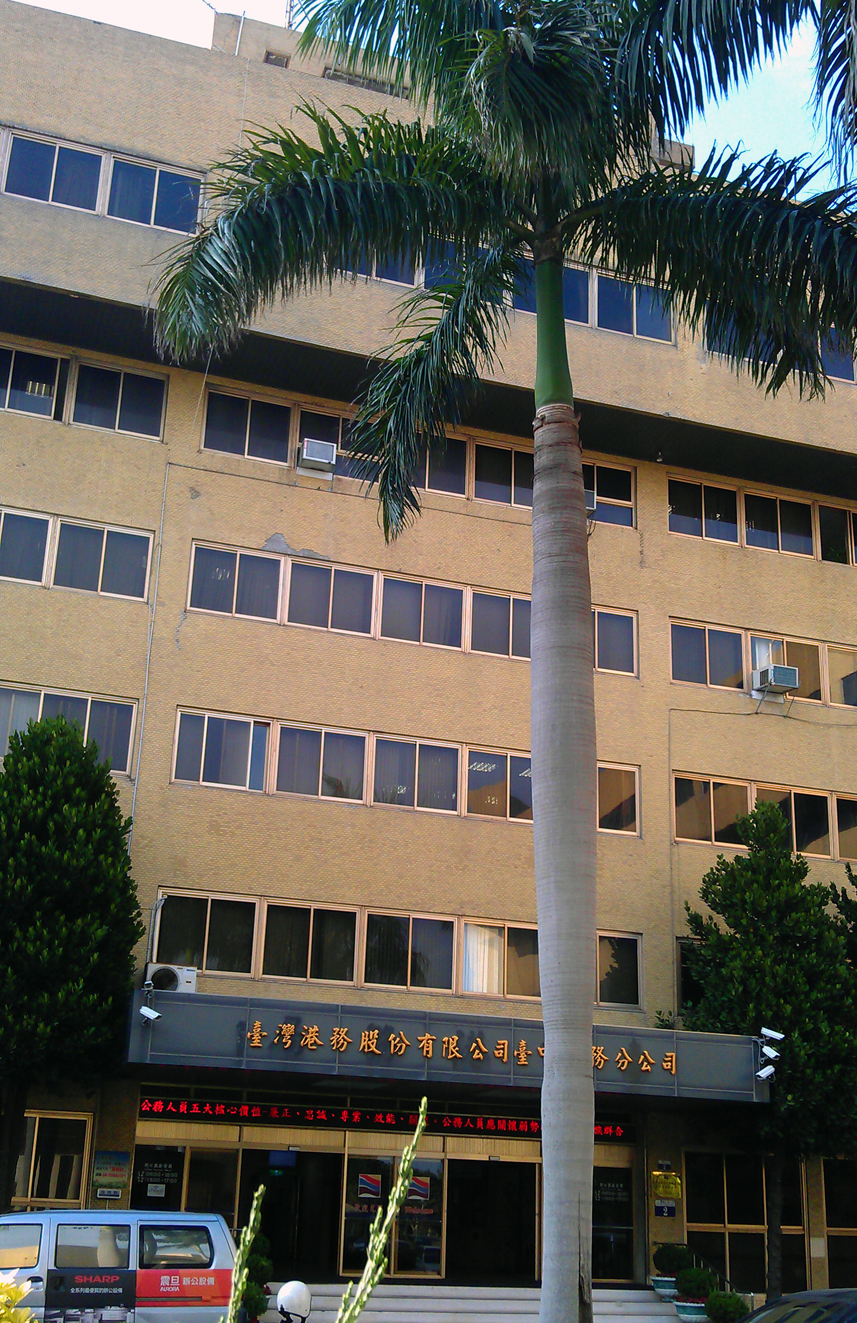
海港聯合辦公大樓裡的臺灣港務公司臺中分公司

臺灣港務股份有限公司臺中港務分公司（簡稱臺灣港務公司臺中分公司）是專司台中港港埠業務的國營部門，前身為「交通部臺中港務局」，隸屬於中華民國交通部之下的臺灣港務股份有限公司。

## 歷史
- 1969年，臺灣省政府成立「臺中港建港籌備處」。[1]
- 1971年2月1日，建港籌備處改制為「臺中港工程局」。[2]
- 1973年10月31日，臺中港建港工程展開。
- 1976年7月1日，臺中港工程局改制為「臺中港務局」[3]
- 1998年臺灣省政府功能業務與組織調整後，臺灣省政府交通處與所屬單位均由中華民國交通部承接，臺中港務局隨之改隸屬交通部。
- 1999年6月，通過ISO 9002 國際品保認證。
- 2002年9月1日，再通過ISO 9001：2000 國際品保認證。
- 2012年3月1日，交通部航港局與臺灣港務公司成立後，臺中港務局改制成臺灣港務股份有限公司臺中港務分公司（管港埠業務），航政、港政事項將另成立「交通部航港局中部航務中心」[4]。

## 組織
- 總經理（總公司副總兼任）
  - 副總經理（總公司助理副總兼任）
    - 主任秘書
    - 港務長
    - 總工程司
      - 副總工程司

業務單位
- 港務處
- 棧埠事業處
- 業務處

工程單位
- 工程處
- 船機處

行政單位
- 職業安全衛生處
- 資訊處
- 秘書處
- 人事處
- 會計處
- 政風處

## 相關機構
- 臺灣港務公司海運產業培訓園區
- 交通部航港局中部航務中心
- 內政部警政署臺中港務警察總隊
- 內政部消防署臺中港務消防隊
- 臺中港旅客服務中心
- 財政部關務署臺中關
- 經濟部標準檢驗局臺中港辦事處
- 農業部動植物防疫檢疫署臺中分署
- 臺中港引水人辦事處

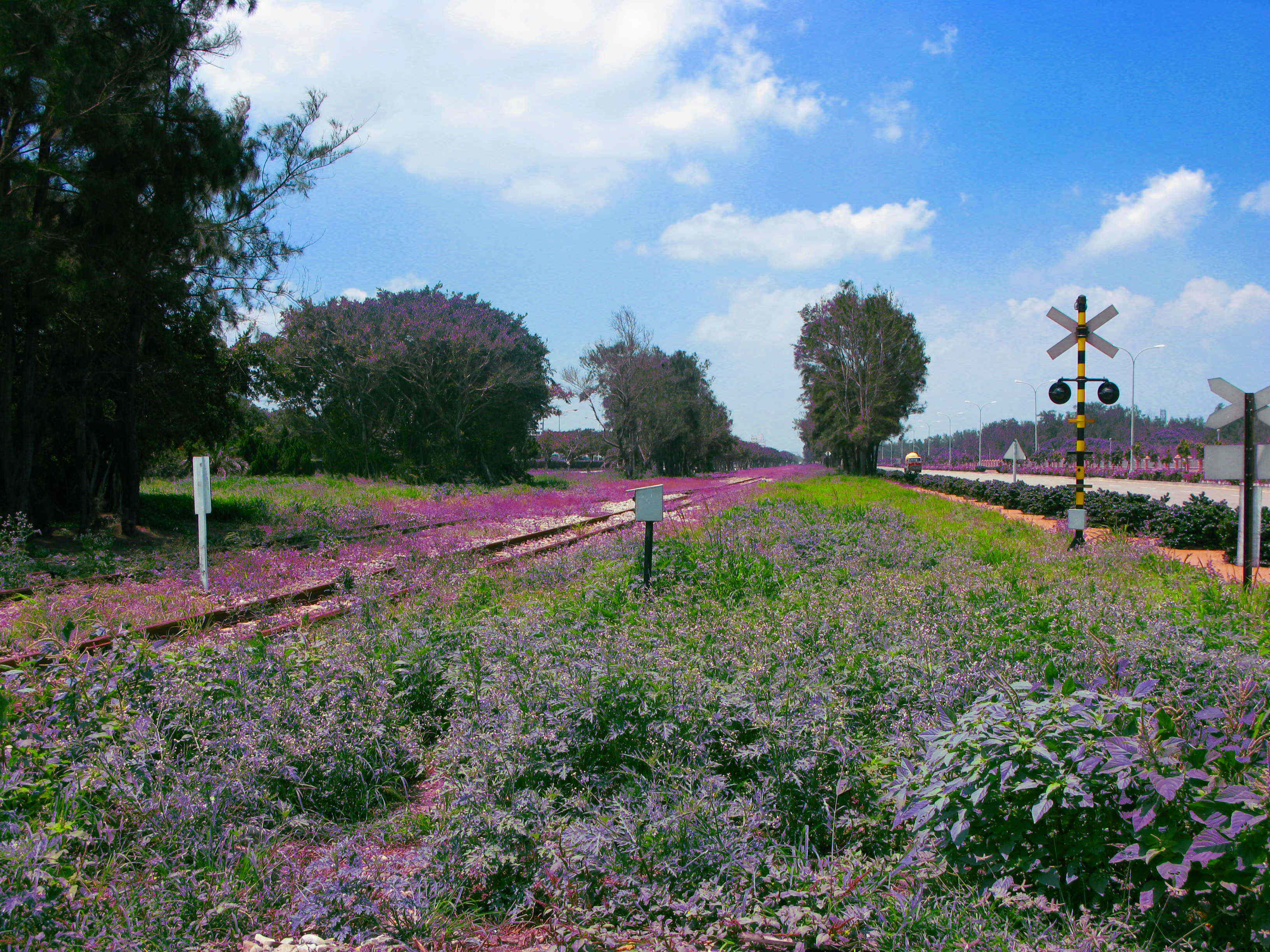
台鐵貨運支線-台中港線

- 海洋委員會海巡署（臺中港安檢所、第三海巡隊）
- 臺中市船務公會
- 清水電信局
- 臺灣銀行臺中港分行
- 兆豐銀行臺中港分行

## 交通

### 客運
臺中市公車
- 台中客運：307、128
- 統聯客運：308
- 中鹿客運：617
- 豐原客運：170、183、186、238、239
- 巨業交通：111、688
- 台中客運、統聯客運、巨業交通：310

### 國道客運
- 和欣客運：國道客運7511路「臺北─臺中港」的「台中港旅客服務中心」（步行15分鐘至旅客服務中心）

### 鐵路
- 台中港線（台鐵貨運支線）

### 公路
- 台10線：中清路
- 台12線：臺灣大道
- 台17線：臨港路（西濱公路）
- 台61線：港埠路（西濱快速公路）
- 縣道136號：向上路

## 外部連結
- 臺灣港務股份有限公司臺中港務分公司[]
- 臺中港的Facebook專頁